# Wąż laboratoryjny
Wąż laboratoryjny – element sprzętu laboratoryjnego, o kształcie miękkiej rurki, który służy do łączenia różnych urządzeń i transportowania między nimi gazów i cieczy.
Ze względu na zastosowanie węże dzieli się na:
- zwykłe wodne – które służą głównie do transportowania wody pod niewielkim ciśnieniem – np. od kranu do chłodnicy; węże wodne produkuje się zazwyczaj z miękkich gatunków tworzyw sztucznych takich jak guma silikonowa lub poliuretanowa; węże wodne są zazwyczaj cienkościenne i bardzo miękkie – dzięki czemu są stosunkowo tanie i łatwo jest je zakładać na aparaturę
- zwykłe gazowe – które służą głównie do transportowania gazów pod niewielkim ciśnieniem; węże gazowe produkuje się głównie z litego polietylenu lub PVC; są one zwykle cienkościenne i miękkie, zaś ich kluczową cechą jest pełna nieprzepuszczalność jakichkolwiek gazów
- ciśnieniowe – są to zwykle węże z PVC, które są dodatkowo zbrojone splotem z poliamidów lub splotem metalowym; są one znacznie sztywniejsze i bardziej kłopotliwe w montowaniu od zwykłych węży wodnych i gazowych; są one stosowane w sytuacji, gdy do aparatury trzeba dostarczać wodę lub gazy obojętne pod znacznym ciśnieniem, które mogłoby rozsadzić zwykłe węże
- próżniowe – są to zwykle węże gumowe, grubościenne, lub ze specjalnych tworzyw takich jak Nalgen lub Portex; służą one głównie do łączenia aparatury z pompami próżniowymi. Grube i sztywne ścianki tego rodzaju węży gwarantują, że nie nastąpi zjawisko zapadnięcia się ich ścianek, prowadzące do całkowitej utraty drożności
- inertne – są to węże przystosowanie do transportu szczególnie agresywnych chemicznie gazów i cieczy; zazwyczaj są one produkowane z teflonu, lub kombinacji teflonu i innego tworzywa; w tym drugim przypadku teflon stosuje się jako wewnętrzną warstwę, zaś to drugie tworzywo jako warstwę zewnętrzną.

Ponadto węże mogą być:
- transparentne – tzn. przezroczyste; zaletą węży transparentnych jest z jednej strony możliwość obserwacji, co się wewnątrz nich dzieje, a z drugiej pewność, że są one czyste; węże transparentne są jednak zwykle znacznie droższe od zwykłych węży; szczególnie trudno jest wykonać grubościenne i inertne węże transparentne, gdyż teflon w grubszych warstwach jest nieprzezroczysty; zwykle stosuje się tu kombinację jak najcieńszej wewnętrznej warstwy teflonowej z Nalgenem lub Portexem
- nieprzezroczyste – ich główną zaletą jest ich niższa niż węży transparentnych cena, gdyż do ich produkcji można stosować znacznie tańsze materiały takie jak np. zwykła guma.